# ТЭЦ Катовице
ТЭЦ Катовице – теплоэлектроцентраль в одноименном месте на севере Польши.
В 1980 и 1981 годах на площадке будущей ТЭЦ были введены в эксплуатацию два угольных водогрейных котла WP-120 мощностью по 140 МВт, поставленные рацибузской компанией Rafako. В 1988 году смонтировали еще два водогрейных котла того же производителя, но на этот раз типа WP-200 с показателями по 233 МВт.
В 2003 году котельню преобразовали в теплоэлектроцентраль, для чего ввели энергоблок BCF-100 электрической и тепловой мощностью 135 МВт и 180 МВт соответственно. Он оснащен котлом с циркулирующим кипящим шаром CFB-100, рассчитанным на сжигание угля с добавлением биомассы, и паровой турбиной чешской компании Skoda TGK 120-13.
Вместо старых водогрейных котлов в середине 2010-х годов смонтировали три новых мощностью по 38 МВт, которые используют мазут и природный газ.